# So'g'diyona Jizzax Futbol Klubi
Il So'g'diyona Jizzax Futbol Klubi, meglio noto come So'g'diyona, è una società calcistica uzbeka con sede nella città di Jizzax. Milita nella Uzbekistan Super League, la massima divisione del campionato uzbeko.

## Palmarès

### Competizioni nazionali
- Vtoraja Liga: 1

1979
- Uzbekistan Pro League: 3

2003, 2007, 2012

### Altri piazzamenti
- Campionato uzbeko:

Terzo posto: 1992
- Uzbekistan Pro League:

Secondo posto: 2010
- Coppa dell'AFC:

Finale interzona: 2022

## Organico

### Rosa 2020
Aggiornata al 1º aprile 2020.
| N. |                       | Ruolo | Calciatore          |
| -- | --------------------- | ----- | ------------------- |
| 1  | Uzbekistan (bandiera) | P     | Shirinboy Abdullaev |
| 2  | Uzbekistan (bandiera) | D     | Sardor Qulmatov     |
| 3  | Uzbekistan (bandiera) | D     | Iskandar Shaykulov  |
| 4  | Uzbekistan (bandiera) | D     | Elyor Orifov        |
| 5  | Uzbekistan (bandiera) | C     | Ayubkhon Numonov    |
| 7  | Uzbekistan (bandiera) | C     | Sanjar Rashidov     |
| 8  | Uzbekistan (bandiera) | C     | Jamshid Boltaboev   |
| 9  | Uzbekistan (bandiera) | C     | Oybek Nurmatov      |
| 10 | Uzbekistan (bandiera) | A     | Shokhruz Norkhonov  |
| 11 | Uzbekistan (bandiera) | C     | Jasur Hasanov       |
| 12 | Uzbekistan (bandiera) | C     | Sanat Shikhov       |
| 13 | Uzbekistan (bandiera) | D     | Javokhir Mamasoatov |
| 14 | Uzbekistan (bandiera) | C     | Daniel Nasriddinov  |
| 17 | Uzbekistan (bandiera) | A     | Ivan Nagaev         |

| N. |                         | Ruolo | Calciatore            |
| -- | ----------------------- | ----- | --------------------- |
| 18 | Uzbekistan (bandiera)   | D     | Shavkat Mullajanov    |
| 19 | Uzbekistan (bandiera)   | A     | Javokhir Qakhramanov  |
| 20 | Uzbekistan (bandiera)   | A     | Bahodir Nasimov       |
| 21 | Uzbekistan (bandiera)   | C     | Sakhob Rashidov       |
| 22 | Uzbekistan (bandiera)   | D     | Shakhboz Jurabekov    |
| 27 | Serbia (bandiera)       | P     | Milan Mitrović        |
| 29 | Uzbekistan (bandiera)   | A     | Ibrokhim Qadirov      |
| 30 | Uzbekistan (bandiera)   | D     | Dian Talkhadov        |
| 37 | Uzbekistan (bandiera)   | C     | Ismoil Jasurkhoja     |
| 55 | Uzbekistan (bandiera)   | P     | Fazliddin Isomiddinov |
| 80 | Brasile (bandiera)      | A     | Elivelto              |
| 93 | Serbia (bandiera)       | D     | Marko Kolaković       |
|    | Turkmenistan (bandiera) | A     | Arslanmyrat Amanow    |